# Bet Dschemal
Koordinaten: 31° 43′ 30″ N, 34° 58′ 35″ O

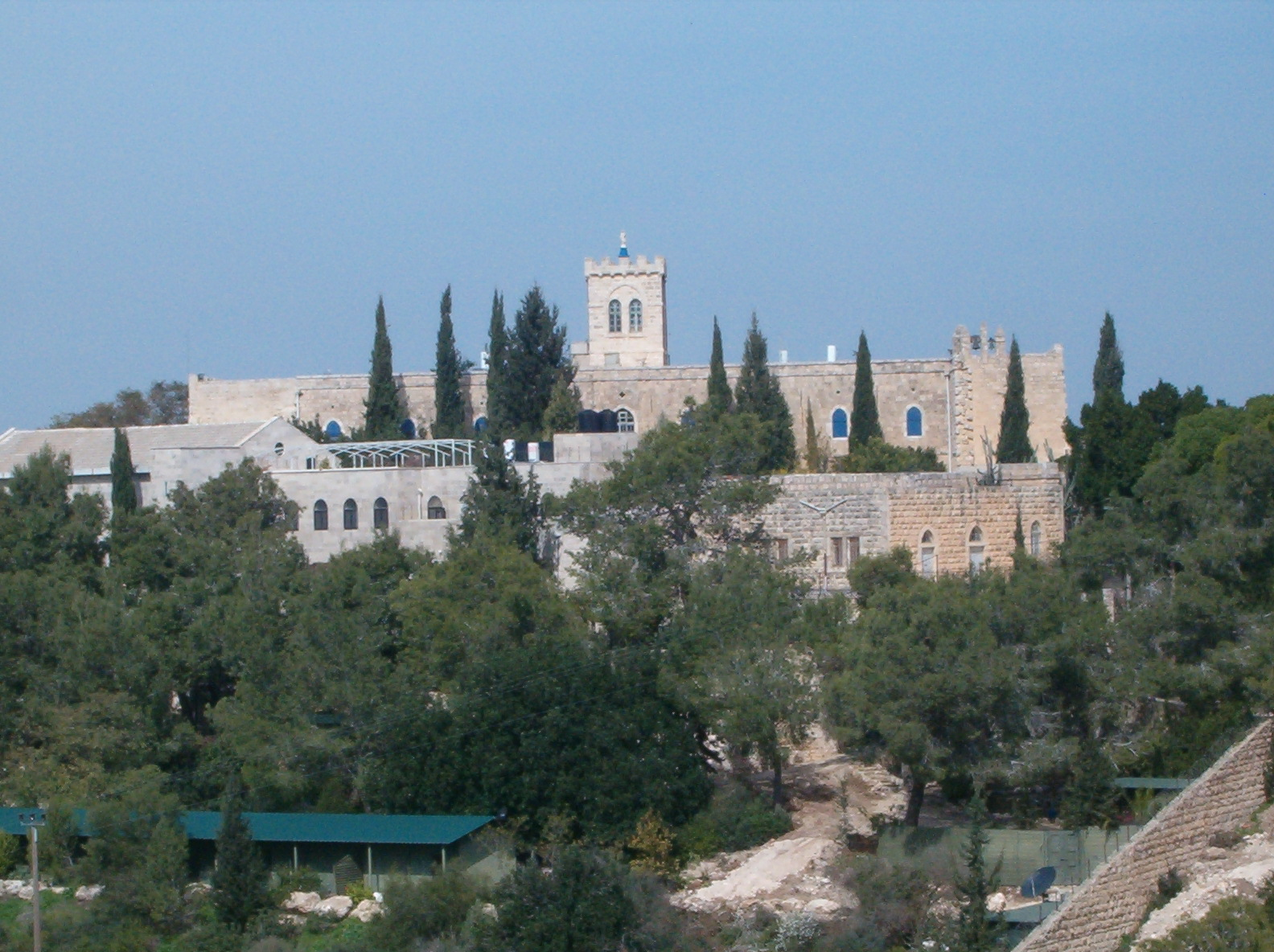
Blick auf Bet Dschemal

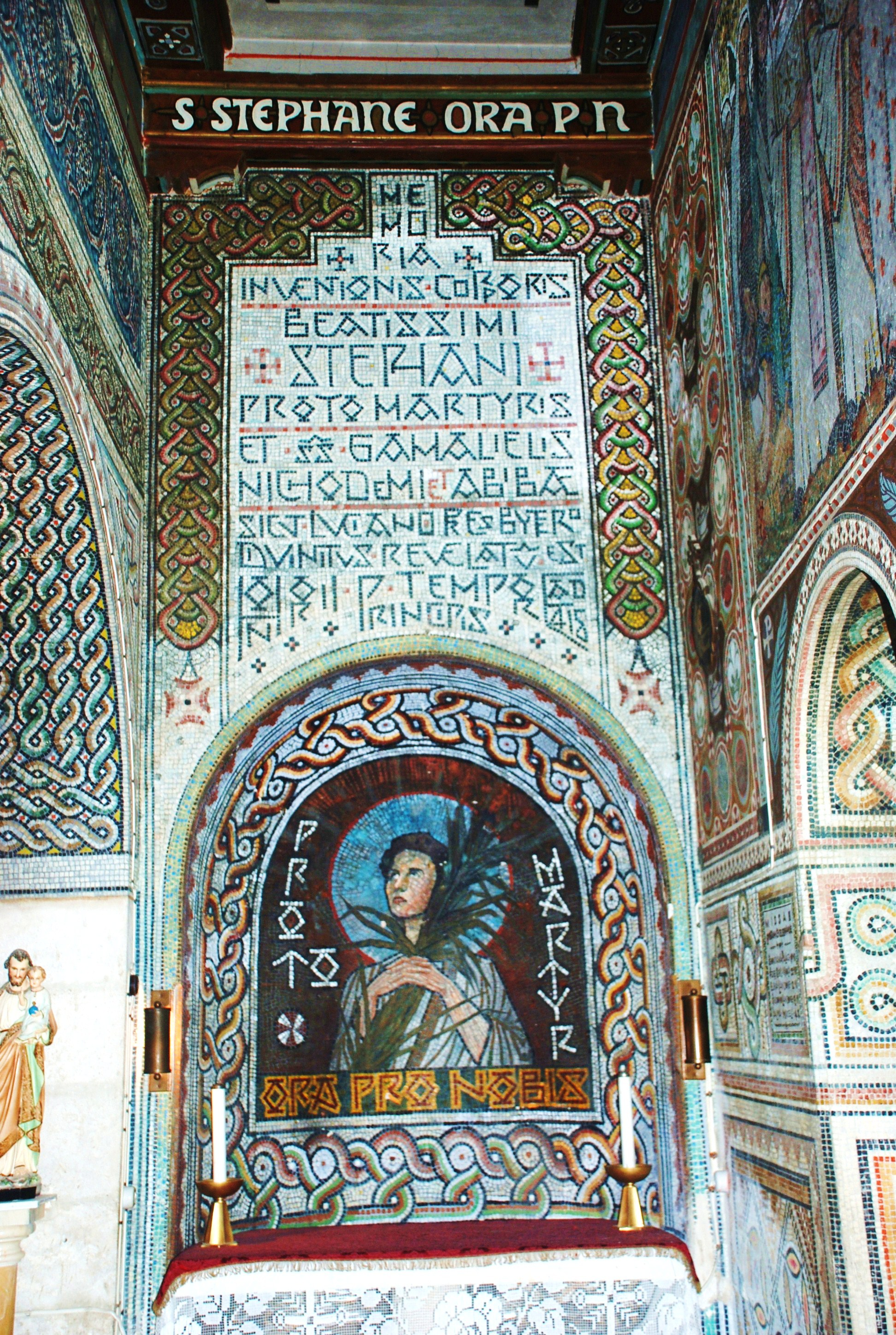
Grabstätte von St. Stephanus, Gamaliel, Nicodemus und Gamaliels Sohn Abibas

Bet Dschemal (hebräisch בֵּית גִּ׳מָאל Beit Ǧimāl) oder Bet al-Dschemal (arabisch بيت جمال, DMG Bait Ǧimāl oder بيت الحكمة / Bait al-Ḥikma) ist ein katholisches Kloster im Judäischen Bergland im Gebiet der Stadt Bet Schemesch, südwestlich des Zentrums, in Israel. Es besteht aus der „Kirche des heiligen Stephanus“ sowie einem Mönchs- und einem Nonnenkloster. Die Mönche gehören dem Orden der Salesianer Don Boscos an, die Nonnen der Monastischen Familie von Bethlehem, der Aufnahme Mariens in den Himmel und des heiligen Bruno.

## Geschichte

### Kfar Gamla
Der Name geht auf das historische Kfar Gamla (hebräisch כפר גמלה ‚Dorf der Kamelhöcker‘) zurück.
Die jüdisch-christliche Tradition geht davon aus, dass Rabban Gamaliel I. – Präsident des Sanhedrin, St. Stephanus, Nikodemus und Gamaliʾels Sohn Abibas an der Stelle der St. Stephanskirche begraben liegen. Die Stephanskirche wurde 1930 auf den Ruinen einer byzantinischen Kirche aus dem 5. Jahrhundert erbaut. Die Fresken, Sgraffiti und Stiche der Kirche schuf Emil Ritz (* 1900 in Birkesdorf).
2003 entdeckte man einen Architrav oder Sturz mit einer Tabula ansata. Die Schrift wurde von Émile Puech (* 9. Mai 1941 in Cazelles de Sébrazac, Gemeinde Estaing), einem Experten für Alte Schriften von der École biblique et archéologique française de Jérusalem, entschlüsselt und lautet: „DIAKONIKON STEPHANOU PROTOMARTYROS“. Dies gilt als Beweis dafür, dass Bet Dschemal mit dem alten Kfar Gamla – der traditionellen Grabstätte des Heiligen Stephanus – identisch sei.

### Beit-Gemal-Schule
Pater Antonio Belloni gründete hier die Beit-Gemal-Schule für Landwirtschaft zum Nutzen mittelloser Jugendlicher und Waisen, nachdem er 1878 das Anwesen erworben hatte. 1892 übernahmen die Salesianer Don Boscos die Einrichtung, nachdem Belloni zum Salesianer-Orden übergetreten war. Das Kloster verfügt über ein kleines Geschäft, das vor Ort gefertigtes Olivenöl und Rotwein anbietet. Es gibt zudem einen kleinen Saal, in dem an manchen Wochenenden Konzerte gegeben werden.

## Wetterstation
Die erste Wetterstation in Palästina wurde 1919 in Bet Dschemal eingerichtet; sie ist heute noch in Betrieb.

## Drehort fürGelobtes Land

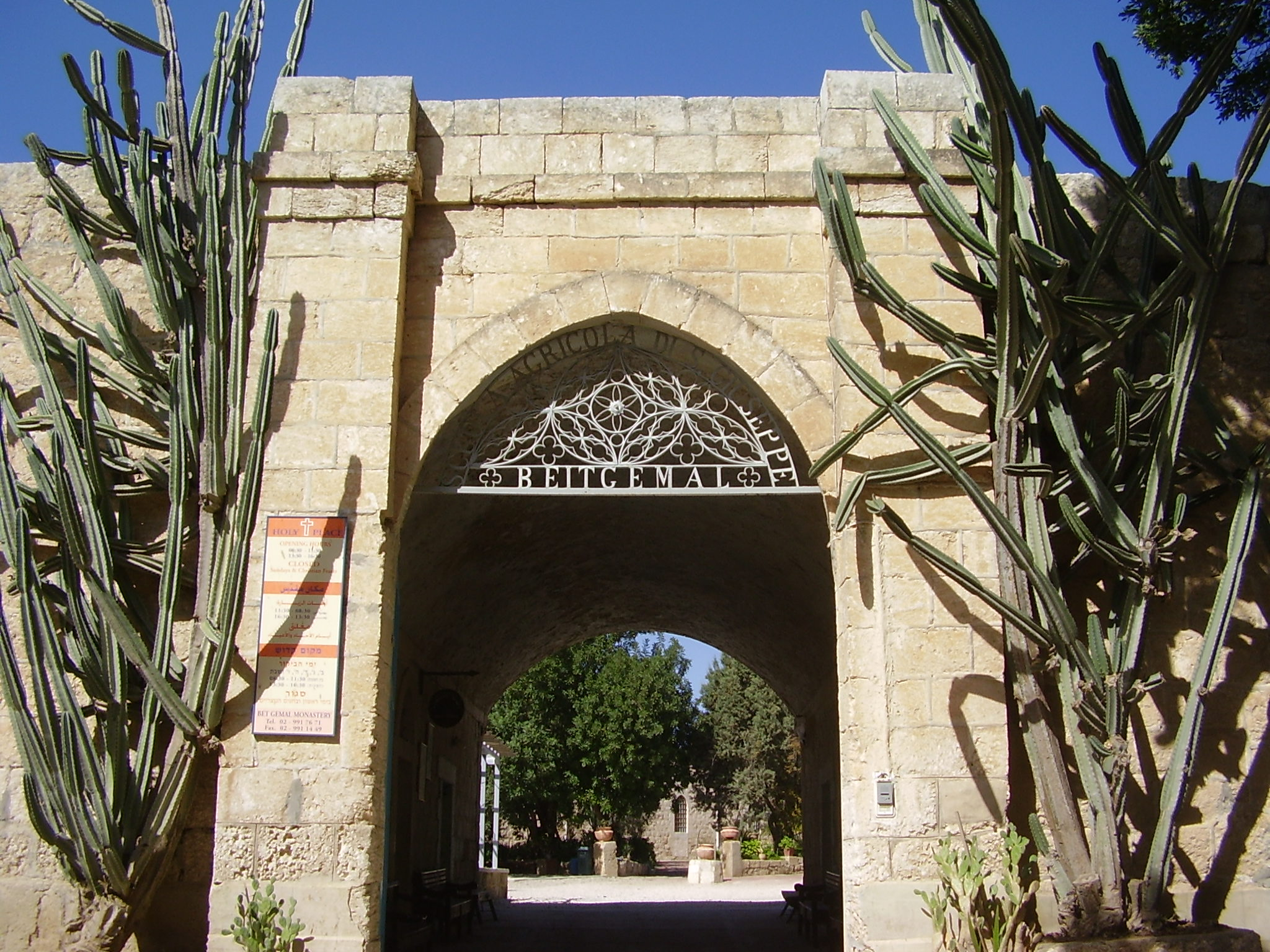
Bet Dschemal diente als Drehort für den britischen Stützpunkt in Palästina: Stella Maris.

Bet Dschemal diente in dem Fernsehmehrteiler Gelobtes Land als Drehort für den britischen Stützpunkt in Palästina: Stella Maris. Das echte Stella-Maris-Kloster (auch Kloster der Madonna des Berges Carmel genannt) ist ein Karmelitenkloster am Karmelgebirge in Haifa.